# Дисморфізм

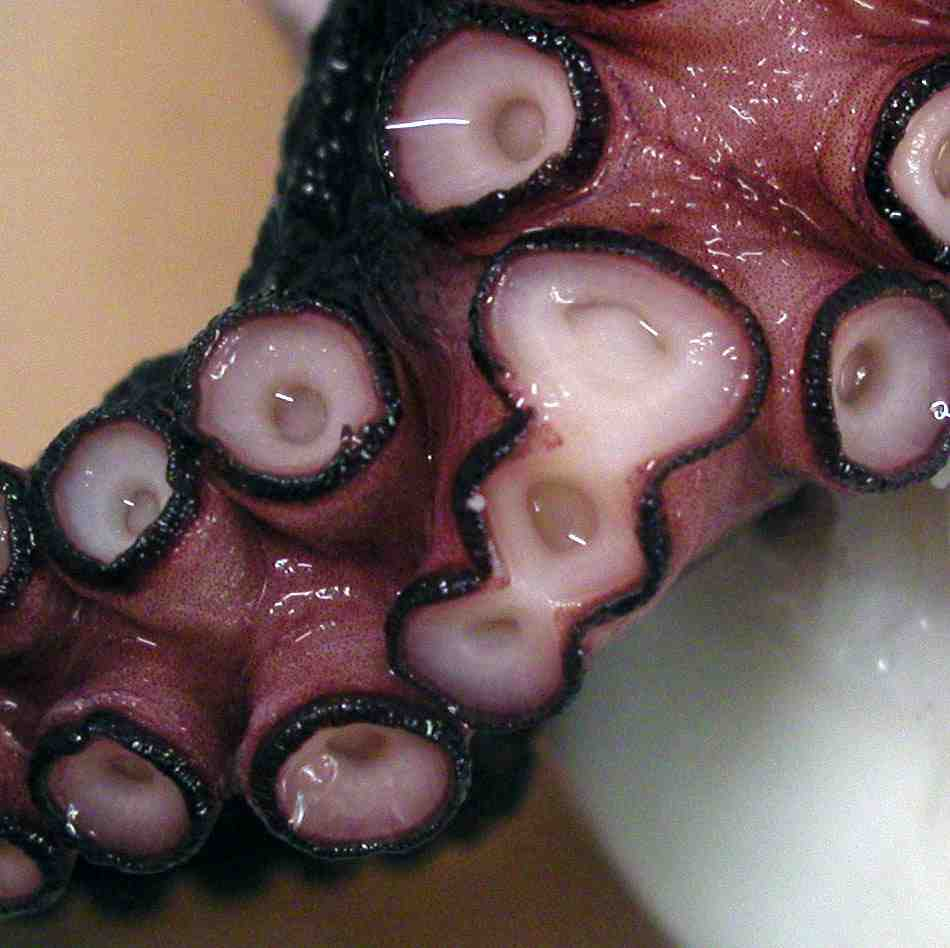
Деформоване скупчення присосок на плечі восьминога

Деформація, дисморфізм або дисморфічна ознака — основна аномалія форми частини тіла або органу порівняно із нормальною формою цієї частини.

## Причини
Деформація може виникати з багатьох причин:
- Генетична мутація
- Пошкодження плода або матки
- Ускладнення при народженні
- Порушення росту чи гормону
- Реконструктивна хірургія після важкої травми, наприклад опікової
- Артрит та інші ревматоїдні розлади
- Тріщинуватих кістки зліва заживають без правильно встановити (неправильне зрощення тканин після пошкодження)
- Хронічне застосування зовнішніх сил, наприклад штучна деформація черепа
- Хронічний парез, параліч або дисбаланс м'язів, особливо у дітей, наприклад, через поліомієліт або церебральний параліч

Деформація може траплятися і у нелюдів. Жаби можуть мутувати через інфекцію Ribeiroia (Trematoda).

## Смертність
У багатьох випадках, коли велика деформація спостерігається при народженні, це є наслідком основного захворювання, досить важкого, що дитина не виживає дуже довго. Смертність від сильно деформованих пологів може бути обумовлена низкою ускладнень, включаючи відсутність або непрацюючі життєво важливі органи, структурні дефекти, що перешкоджають диханню або харчуванню, а також високу сприйнятливість до травм, ненормальний вигляд обличчя або інфекції, що призводять до смерті.

## У міфології
Міфологічні істоти, можливо, були створені через деформативний синдром, наприклад, описи русалок можуть бути пов'язані із симптомами сиреномелії . Ірландська міфологія включає фоморіанців, яких майже без винятку описують як деформованих, що мають лише одне з того, що мають більшість із них (очі, руки, ноги тощо) або мають кінцівки більші, ніж звичайні.